# Granusturm

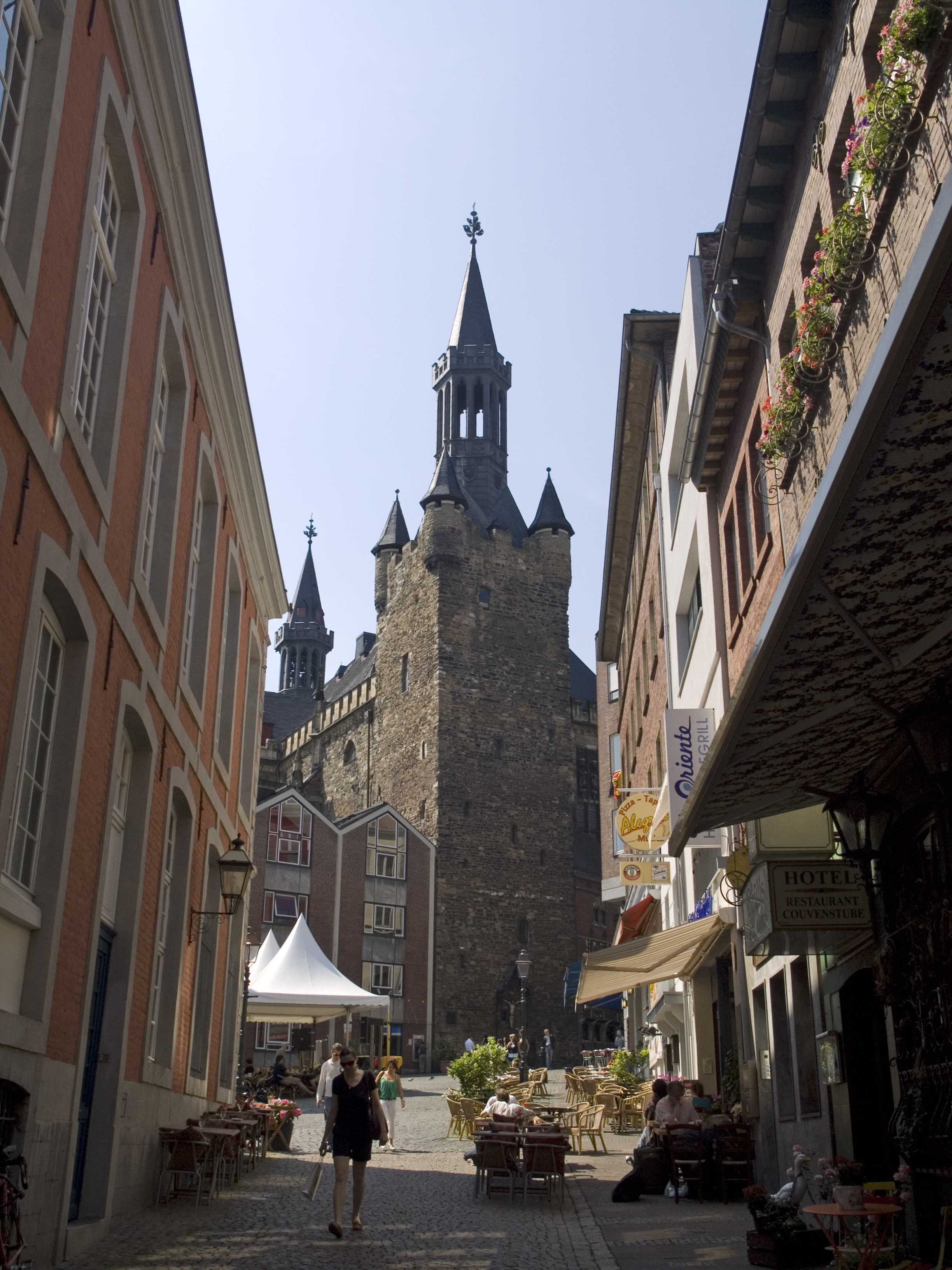
El Granusturm

El Granusturm es una torre monumental en la ciudad alemana de Aquisgrán. Originalmente pertenecía al palacio de Aquisgrán y ahora forma parte del ayuntamiento de Aquisgrán.

## Historia
La torre, de aproximadamente 20 metros de altura, fue construida en 788 como parte del Palacio de Aquisgrán de Carlomagno. Los lados del edificio rectangular son de aproximadamente 8,85 metros.
En el siglo XIV, la torre, con los restos parcialmente derruidos del palacio, fue tomada por los ciudadanos de la ciudad de Aquisgrán y el nuevo ayuntamiento de Aquisgrán se construyó sobre los cimientos del palacio. Durante la construcción, en 1330 el Granusturm se incorporó a la fachada este del nuevo ayuntamiento. La torres se incrementó en 14 metros.
En el siglo XVI, el archivo documental de la ciudad de Aquisgrán se conservaba en el Granusturm. Durante un gran incendio en la ciudad en 1656, el archivo de registros perdió varios artículos, mientras que todos los documentos almacenados en la Granustoren se salvaron del fuego. En 1883 otro gran incendio afectó al techo de la torre. Una vez más, la policía y los bomberos salvaron parte de lo conservado en la torre.
El Granusturm es considerado el edificio más antiguo de la ciudad de Aquisgrán. Es uno de los pocos edificios que se conservan el período carolingio en Renania del Norte-Westfalia.

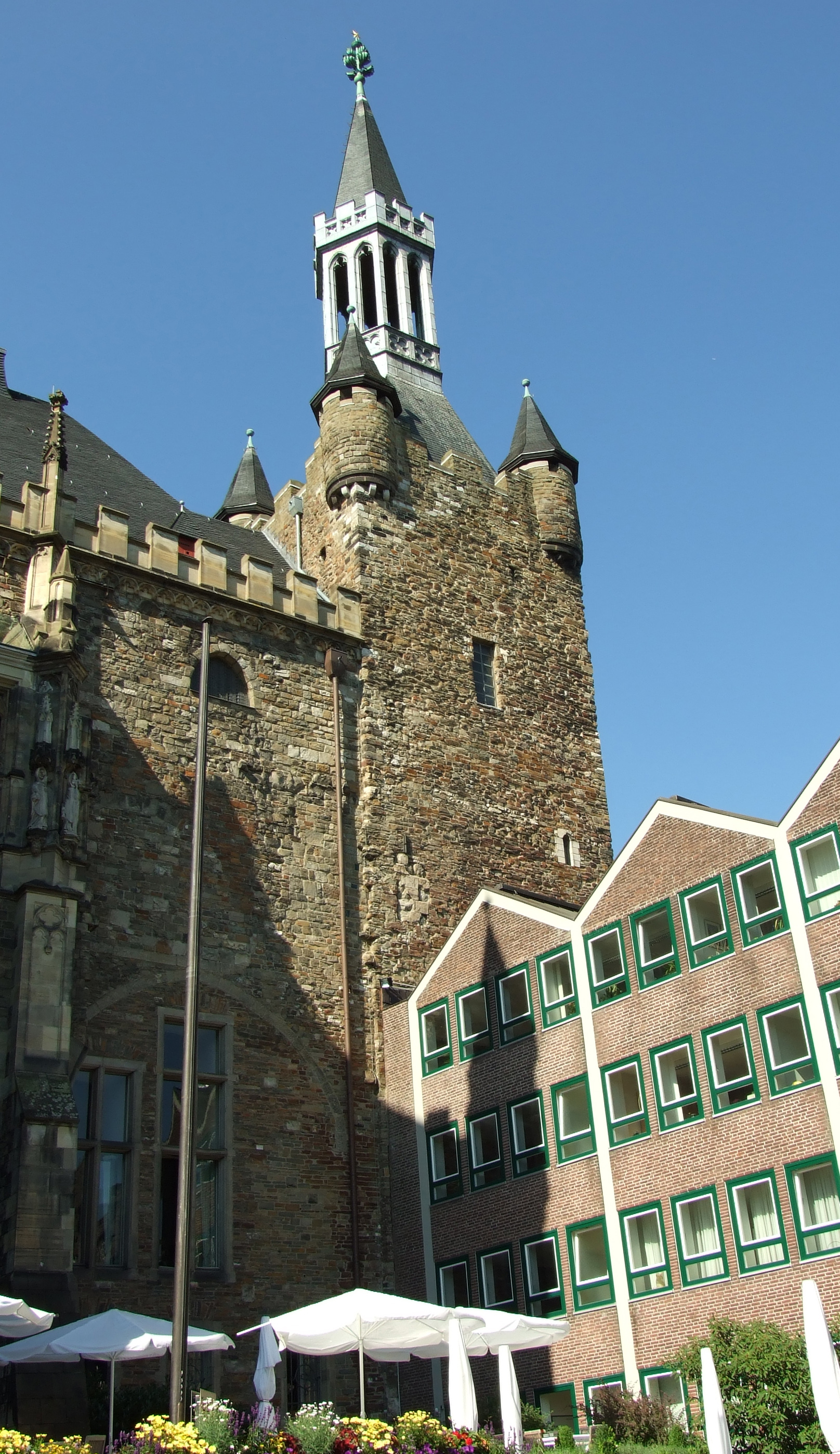
Vista desde Katschhof
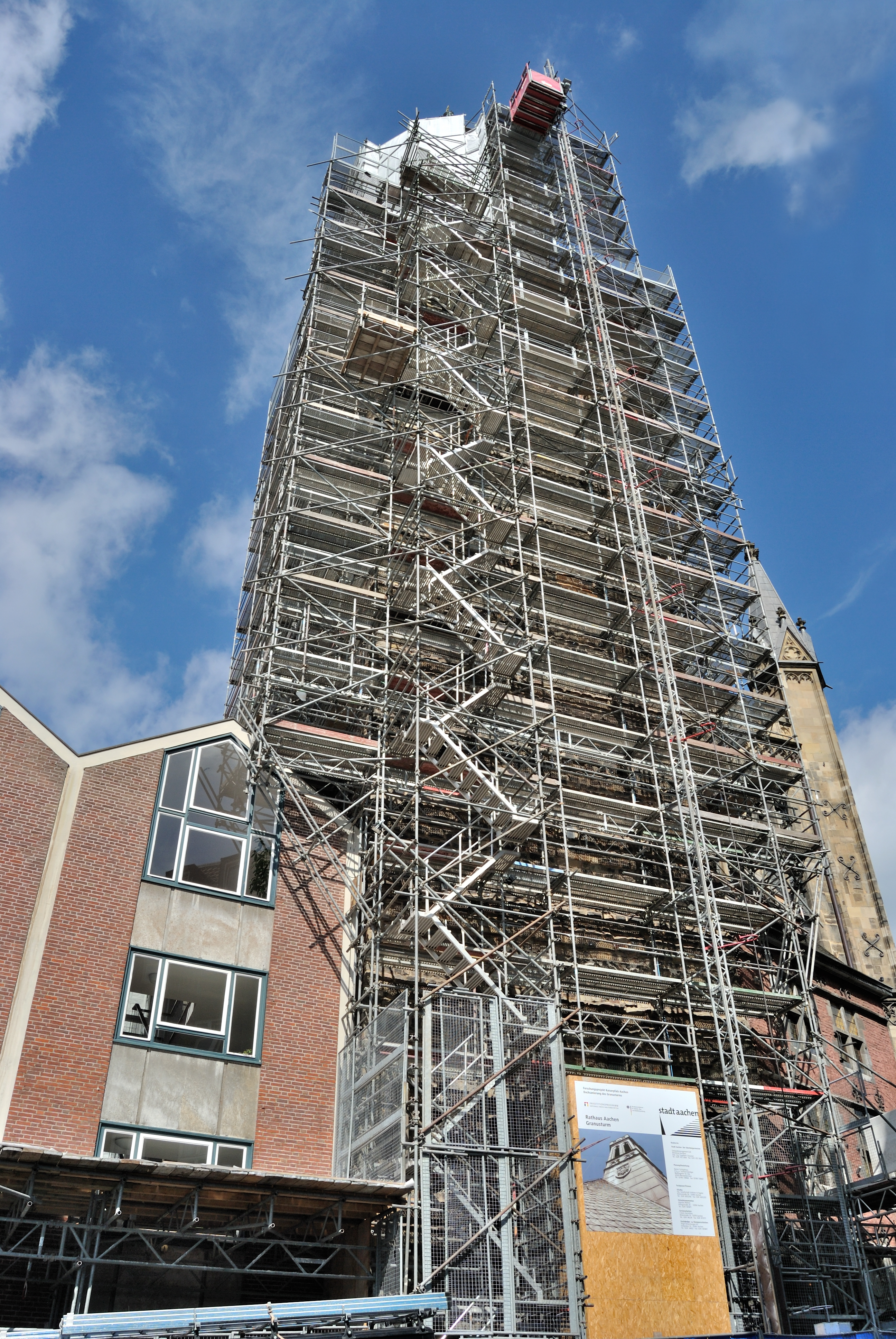
Restauración de la torre (2011)
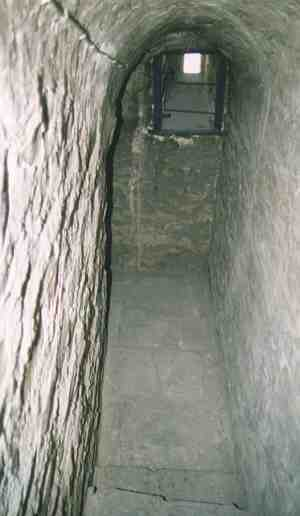
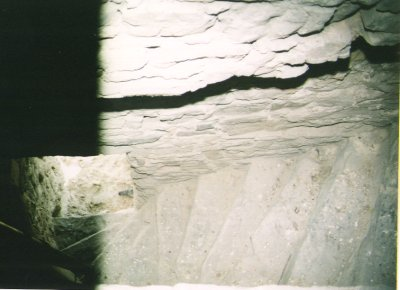